# Saffré
Saffré (bretonisch Saverieg) ist eine französische Gemeinde mit 4075 Einwohnern (Stand 1. Januar 2022) im Département Loire-Atlantique in der Region Pays de la Loire; sie gehört zum Arrondissement Châteaubriant-Ancenis und zum Kanton Guémené-Penfao.

## Geografie
Der Ort liegt 35 Kilometer nördlich von Nantes, im Tal des Flusses Isac, der bei Bout de Bois, an der Gemeindegrenze zu La Chevallerais, den Canal de Nantes à Brest aufnimmt.
Nachbargemeinden von Saffré sind Puceul, Abbaretz, Joué-sur-Erdre, Nort-sur-Erdre, Héric und La Chevallerais.

## Bevölkerungsentwicklung
| Jahr      | 1962 | 1968 | 1975 | 1982 | 1990 | 1999 | 2007 | 2017 |
| Einwohner | 2336 | 2320 | 2206 | 2492 | 2608 | 2678 | 3329 | 3907 |

## Sehenswürdigkeiten

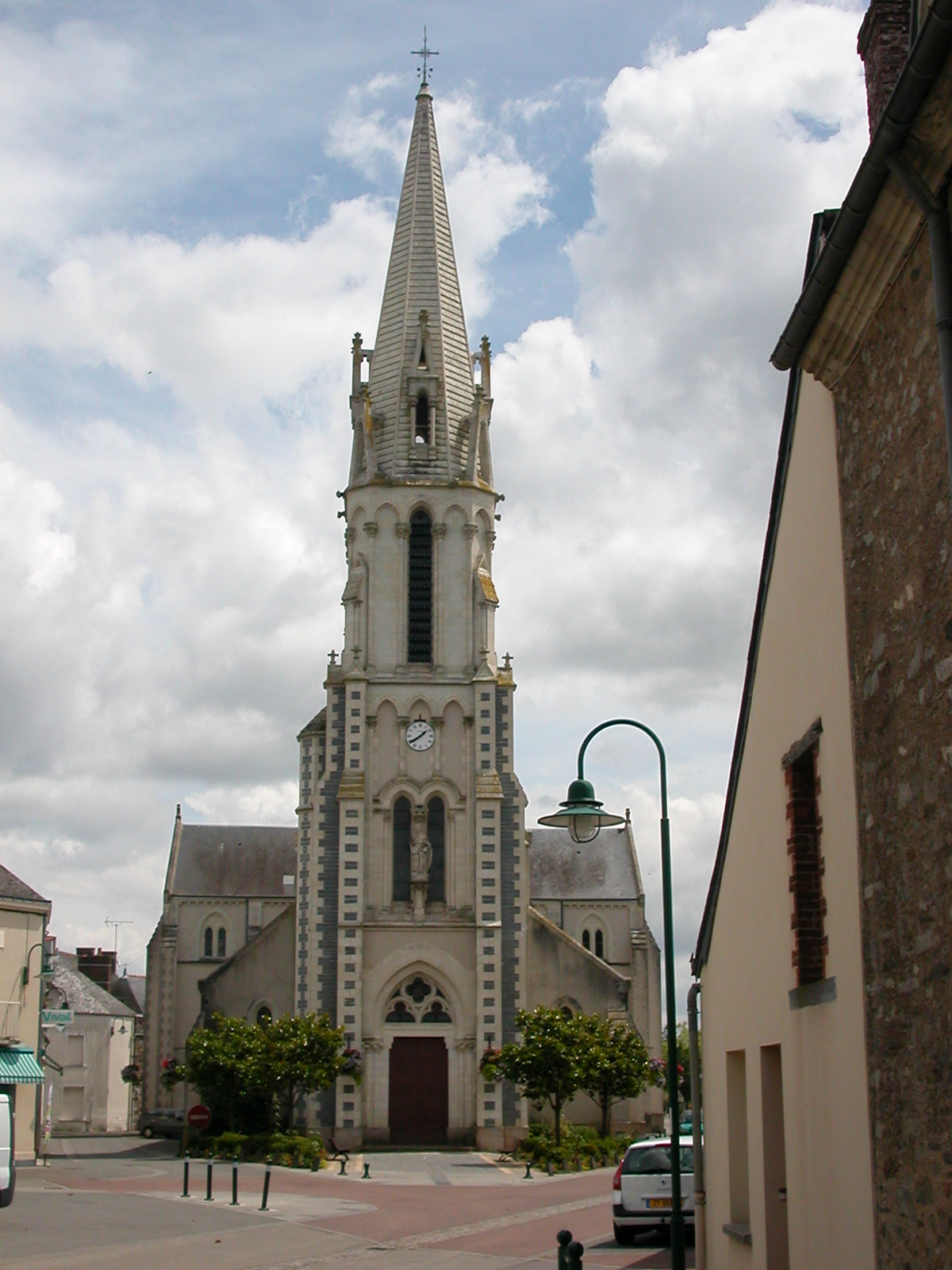
Pfarrkirche St-Pierre-St-Paul
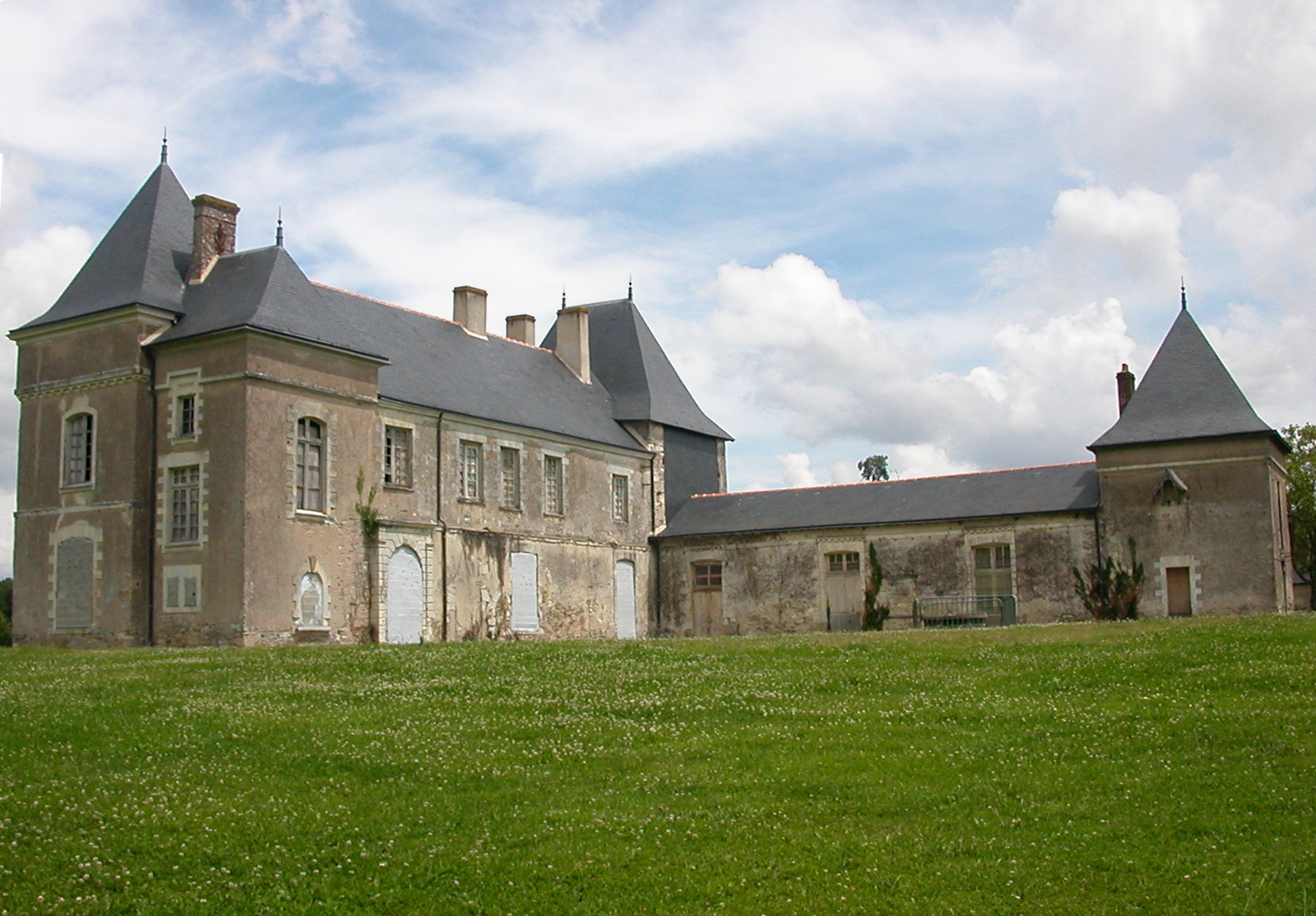
Schloss Saffré

- Pfarrkirche St-Pierre-St-Paul
- Schloss Saffré

## Persönlichkeiten
- Die irische Familie O’Riordan, Herren von Saffré im 18. Jahrhundert
- Jacques Edmé Cottin (1754–1823), Politiker, starb in Saffré
- François Fidèle Ripaud de Montaudevert (1755–1814), Pirat, geboren in Saffré

## Gemeindepartnerschaft
- Winterton, Lincolnshire, England seit 1993